# Пйорунув (Лодзинське воєводство)
Пйорунув (пол. Piorunów) — село в Польщі, у гміні Водзеради Ласького повіту Лодзинського воєводства.
Населення — 155 осіб (2011).
У 1975-1998 роках село належало до Серадзького воєводства.

## Демографія
Демографічна структура станом на 31 березня 2011 року:
|          | Загалом | Допрацездатний вік | Працездатний вік | Постпрацездатний вік |
| -------- | ------- | ------------------ | ---------------- | -------------------- |
| Чоловіки | 77      | 9                  | 59               | 9                    |
| Жінки    | 78      | 17                 | 34               | 27                   |
| Разом    | 155     | 26                 | 93               | 36                   |